# Левонтин, Эзра Ефимович
Эзра́ Ефи́мович Лево́нтин (29 июля 1891, Тегеран, Персия — 19 февраля 1968, Москва, СССР) — русский советский поэт-переводчик, член Союза писателей СССР. Участник литературных объединений Москвы 1920—1930-х годов. Полиглот, переводчик европейской поэзии и поэзии народов СССР. Участник Первой мировой войны.

## Биография
Родился 29 июля 1891 года в Тегеране в семье инженера спичечной фабрики Лазаря Полякова.
Затем его семья переехала во Францию. После нескольких лет французской жизни семья вернулась в Россию: отец получил место в Рязани. В 1909 году Эзра окончил здесь гимназию. 
Потом он уехал в Париж, учился там на филологическом факультете Парижского университета, но вернулся в Москву и в 1913 году закончил юридический факультет Сорбонны. Затем вновь уехал в Европу, но в 1915 году вновь вернулся в Москву.
Был участником Первой мировой войны.
После 1918 года уехал на Украину, где жил в течение двух лет в Киеве, Харькове и Одессе.
С 1921 года — в Москве. Здесь он входил в объединение «Литературный особняк», активно участвовал в его заседаниях и вечерах, был участником «Никитинских субботников», встреч московского отделения Всероссийского союза поэтов. Также числился членом коллегии защитников (адвокатов).
В довоенное и послевоенное время зарабатывал на жизнь переводами с европейской поэзии и поэзии народов СССР. 
В последние годы жизни жил в Москве в писательском доме вблизи метро «Аэропорт».
Был женат, имел дочь.
Скончался 19 февраля 1968 года в Москве. 

## Литературная деятельность
В 1910 году дебютировал в «Студенческом литературном сборнике «Отклики» со стихотворением «Осенняя песнь». В годы студенчества вёл переписку с В. Г. Короленко, затем – с В. Брюсовым и другими классиками русской и советской литературы начала XX века.
Во время жизни на Украине публиковал свои стихотворения в таких изданиях как «Борьба», «Грядущее», «Вестник железнодорожника», «Киевское эхо».
Был автором поэтических сборников «Дракон», «В вагоне», «Зимние сантименты» (1922, известны только по библиографии). Позднее вышли сборники «Снова» (М., 1927) и «Фелука» (М., 1928), с обложкой художника Н. Вышеславцева, последний — в «Никитинских субботниках», в 1929 году на него появилась рецензия Игоря Поступальского в «Новом мире». Большая часть стихотворений книги датирована концом 1910-х — началом 1920-х годов. Посвящения и эпиграфы из Блока, Сологуба, Пастернака, Шенгели задают литературные координаты, между которыми разворачивается лирическое действие книги; отмечается её антисовременность. 
Был знатоком множества языков, благодаря чему европейскую классическую литературу переводил с оригинала. Переводил с английского, испанского, французского, болгарского, казахского, идиша и других языков. Среди поэтов – Ата Нияз-Оглы, М. Афаунов, А. Будаев, Айс. Декдян, Клыч Дурды, Клыч-Оглы Дурды, А. Кекилов, Д. Клычев, И.-Х. Курбан-Алиев, М. Курманалиев, А. Магомадов, Мола-Мурт, Р. Нигмати, М. Пшеноков, Г. Селям, П. Шекихачев, А. Шогенцуков, Т. Янаби. Но наиболее значительные работы в этой области — переводы стихотворений Хосе де Эспронседы и Ги де Мопассана. 
Известен и как переводчик казахской, чеченской и марийской поэзии. Так, в 1930—1960-е годы активно переводил марийскую поэзию: «Письмо марийского народа товарищу Сталину» (1941, 1946), коллективные сборники «Вперёд за Родину» (в соавторстве), 1942, «Салам» (1945), поэму Пет Першута «Муравьиная свадьба», стихи известных марийских поэтов М. Казакова, В. Чалая, А. Бика, К. Беляева, Ш. Булата и др.
В 1960 году стал одним из составителей антологии «Марийская поэзия».
Его поэтические переложения 186 марийских народных песен, подготовленные Я. Ялкайном для капитального собрания, остались неопубликованными.
В 1956 году в Москве прошёл его творческий вечер. Ведущим вечера был П. Антокольский, а приглашёнными поэтами и писателями — А. И. Безыменский, Д. Д. Благой, Л. П. Гроссман, А. И. Дейч, В. К. Звягинцева, С. С. Наровчатов, И. Н. Розанов и С. В. Шервинский.
В последние годы жизни публиковался в журнале «Иностранная литература».

## Поэтические сборники
Далее представлен список поэтических сборников Э. Левонтина:
- «Дракон» (1922, не сохранился)
- «В вагоне» (1922, не сохранился)
- «Зимние сантименты» (1922, не сохранился)
- «Снова» (Москва, 1927)
- «Фелука» (Москва, 1928)

## Переводы
Далее представлен список переводов Э. Левонтина с марийского языка на русский язык:  
- «Письмо марийского народа товарищу Сталину» (1941, 1946)
- Коллективные сборники стихов «Вперёд за Родину» (1942), «Салам» («Привет», 1945)
- Пет. Першут, поэма «Муравьиная свадьба»
- стихотворения марийских поэтов М. Казакова, В. Чалая, А. Бика, К. Беляева, Ш. Булата и др.
- переводы марийских народных песен (составитель — Я. Ялкайн)

## Награды
- Почётная грамота Президиума Верховного Совета Марийской АССР (1946)[1]

## Память
- Ему посвящено стихотворение русского советского поэта Н. Н. Минаева.
- Переписка и документы из личного архива поэта Э. Е. Левонтина ныне хранятся в РГАЛИ[10].